# Phosphène
Ne doit pas être confondu avec Phosphine.
Un phosphène est un phénomène qui se traduit par la sensation de voir une lumière ou par l'apparition de taches dans le champ visuel, y compris les yeux fermés. Les phosphènes peuvent être causés par une stimulation mécanique, électrique, ou magnétique de la rétine ou du cortex visuel mais aussi par une destruction de cellules dans le système visuel. 

## Description
Dans certains cas, ce phénomène optique est dû à la persistance rétinienne. Il survient normalement après fixation d'une source lumineuse ponctuelle. Lorsque ce phénomène bien connu aveugle momentanément, on parle d'éblouissement (au volant par exemple).
Les phosphènes peuvent être aussi un signe précurseur d'un décollement de rétine.
Ils peuvent encore intervenir lors de troubles neurologiques, comme l'épilepsie ou la migraine ophtalmique, ou à la suite de la prise d'un psychotrope (médicament ou drogue de type hallucinogène).
Les phosphènes peuvent accompagner les vertiges orthostatiques qui se produisent lorsque la personne passe de la position allongée ou assise, à la position debout trop rapidement. C'est, en général, le signe d'une tension artérielle trop faible ou d'un traitement hypotenseur mal adapté.
Les phosphènes des astronautes dans l'espace sont dus à l'effet Tcherenkov.
Une méthode d'induction de rêve lucide, appelée « méthode des phosphènes » consiste, les yeux fermés, à essayer de        « suivre » un phosphène, jusqu'à ce qu'il s'estompe, puis de recommencer. Elle est réputée pour être l'une des techniques de WILD les plus difficiles. 
La visualisation des phosphènes consécutifs à l'observation d'une source lumineuse est à la base d'une méthode d'apprentissage pseudo-scientifique, dont l’innocuité est mise en question.